# 알렘빅

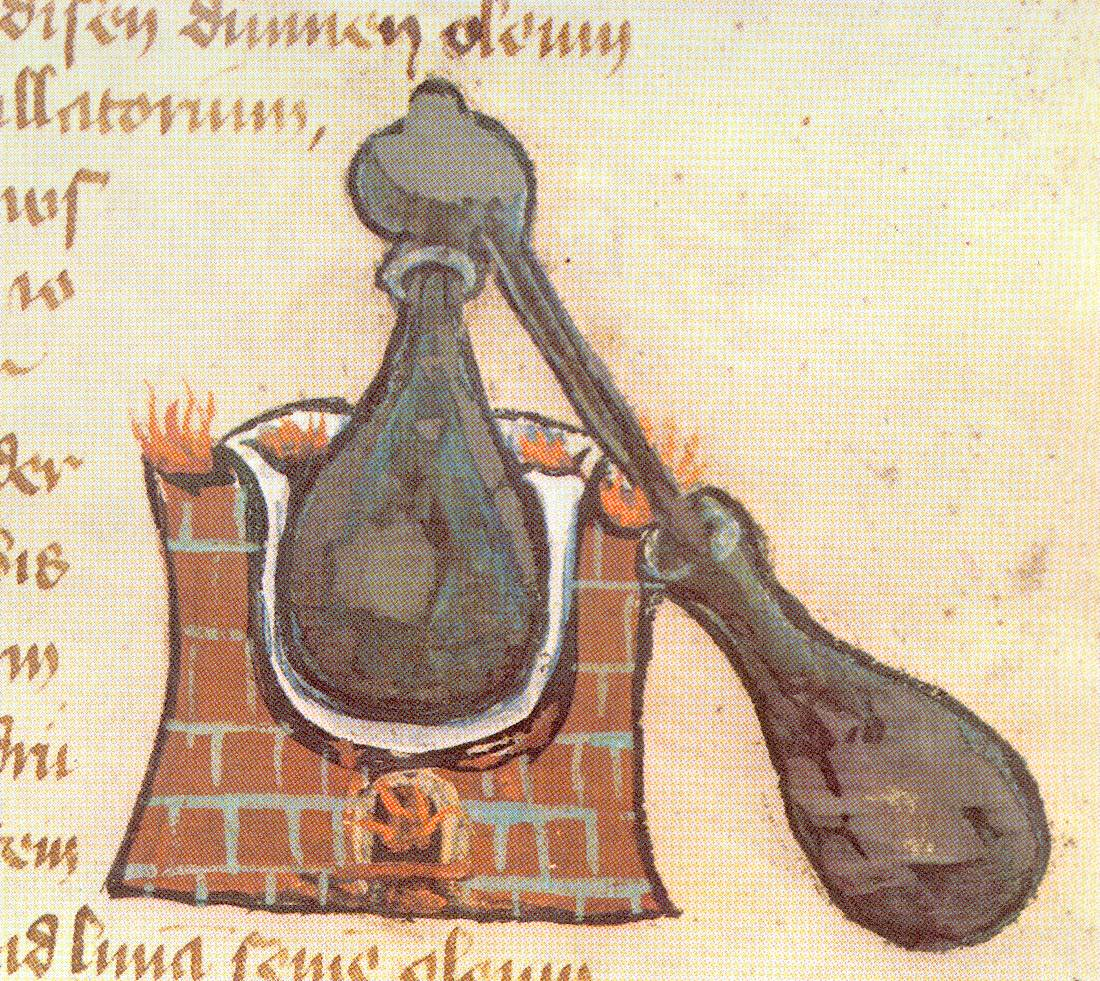
중세 필사본에 묘사된 알렘빅 그림

알렘빅(alembic, 아랍어: الإنبيق al-inbīq[*], 고대 그리스어: ἄμβιξ ambix[*]에서 유래한 '컵, 비커'라는 뜻)은 액체를 증류하는 데 사용되는, 튜브로 연결된 두 개의 용기로 구성된 연금술 증류기이다.

## 설명
완전한 증류 장치는 세 부분으로 구성된다.
- 증류할 액체가 들어 있는 증류 솥인 "쿠커빗"(아랍어: ḳarʿa; 그리스어: βῖκος, bîkos)으로, 불꽃으로 가열된다.
- 증기를 받기 위해 쿠커빗의 입구에 맞는 "헤드" 또는 "캡"(إِنْبِيق‎, ʾinbīq; 그리스어 ἄμβιξ, ambix)으로, 아래쪽으로 기울어진 "튜브"(σωλήν, sōlēn)가 부착되어 있다.
- "수신기"(قَابِلَة, qābila; ἄγγος, angos 또는 φιάλη, phialē) 용기

또 다른 증류 용기인 레토르트의 경우 "캡"과 "쿠커빗"이 결합하여 하나의 용기를 형성한다. 안빅은 쿠커빗의 라스(아랍어 라스 raʾs는 "머리"를 의미한다)라고도 불린다. 쿠커빗의 액체는 가열되거나 끓여지며, 증기는 안빅으로 올라가 벽과 접촉하여 냉각되고 응축되어 주둥이를 통해 수신기로 흘러 들어간다. 알렘빅의 현대적 후손은 증류주를 생산하는 데 사용되는 포트 스틸이다.

## 역사

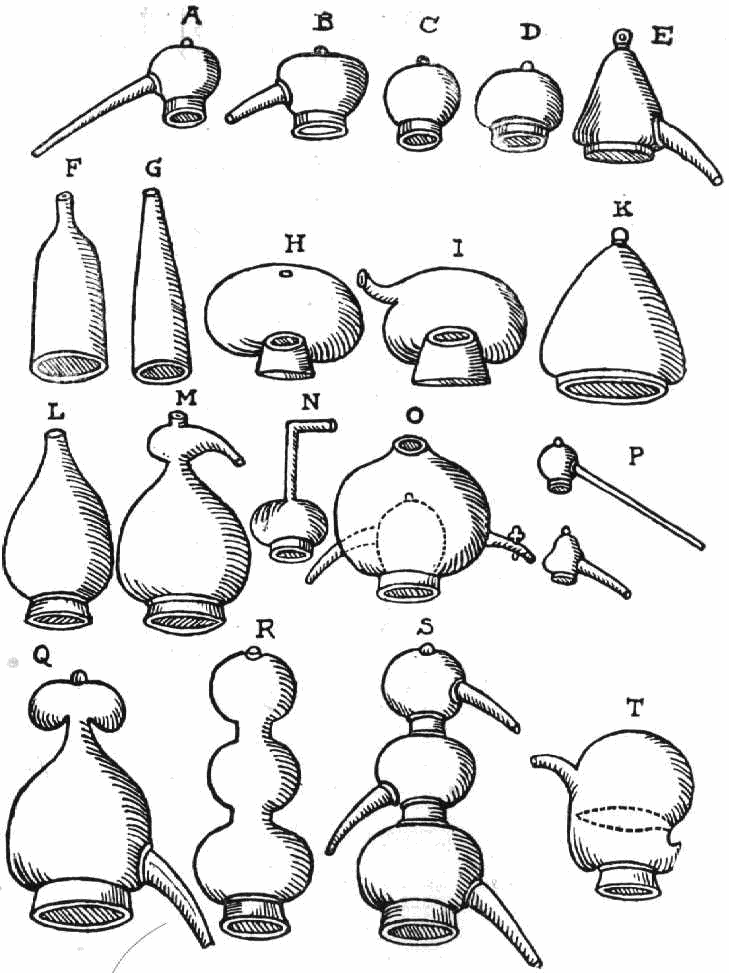
1606년 연금술 책에 실린 알렘빅들

디오스코리데스의 약물에 대하여(기원후 약 50년)에 묘사된 그의 암빅스(ambix)는 응축된 수은을 모으는 헬멧 모양의 뚜껑이다. 아테나이오스(기원후 약 225년)에게는 병이나 플라스크였다. 후대 화학자들에게는 조악한 증류 장치의 다양한 부분을 의미했다.
알렘빅 그림은 연금술사 클레오파트라(3세기), 파노폴리스의 조시모스(기원후 약 300년), 시네시우스(기원후 약 373년 ~ 약 414년)의 작품에 등장한다. 두 개의(디비코스) 또는 세 개의(트리비코스) 수신기를 가진 알렘빅이 있었다. 파노폴리스의 조시모스에 따르면, 알렘빅은 유대인 마리아가 발명했다.
안빅은 이븐 알-아왐의 키탑 알-필라하 (농업서)에 묘사되어 있는데, 그는 장미수가 어떻게 증류되는지 설명한다. 그 외에도 콰리즈미의 마파티흐 알-울룸 (과학의 열쇠)과 알-라지의 키탑 알-아스라르 (비밀의 책)에 언급되어 있다. 게버의 저작으로 알려진 라틴어 번역본에는 몇 가지 삽화가 실려 있다.

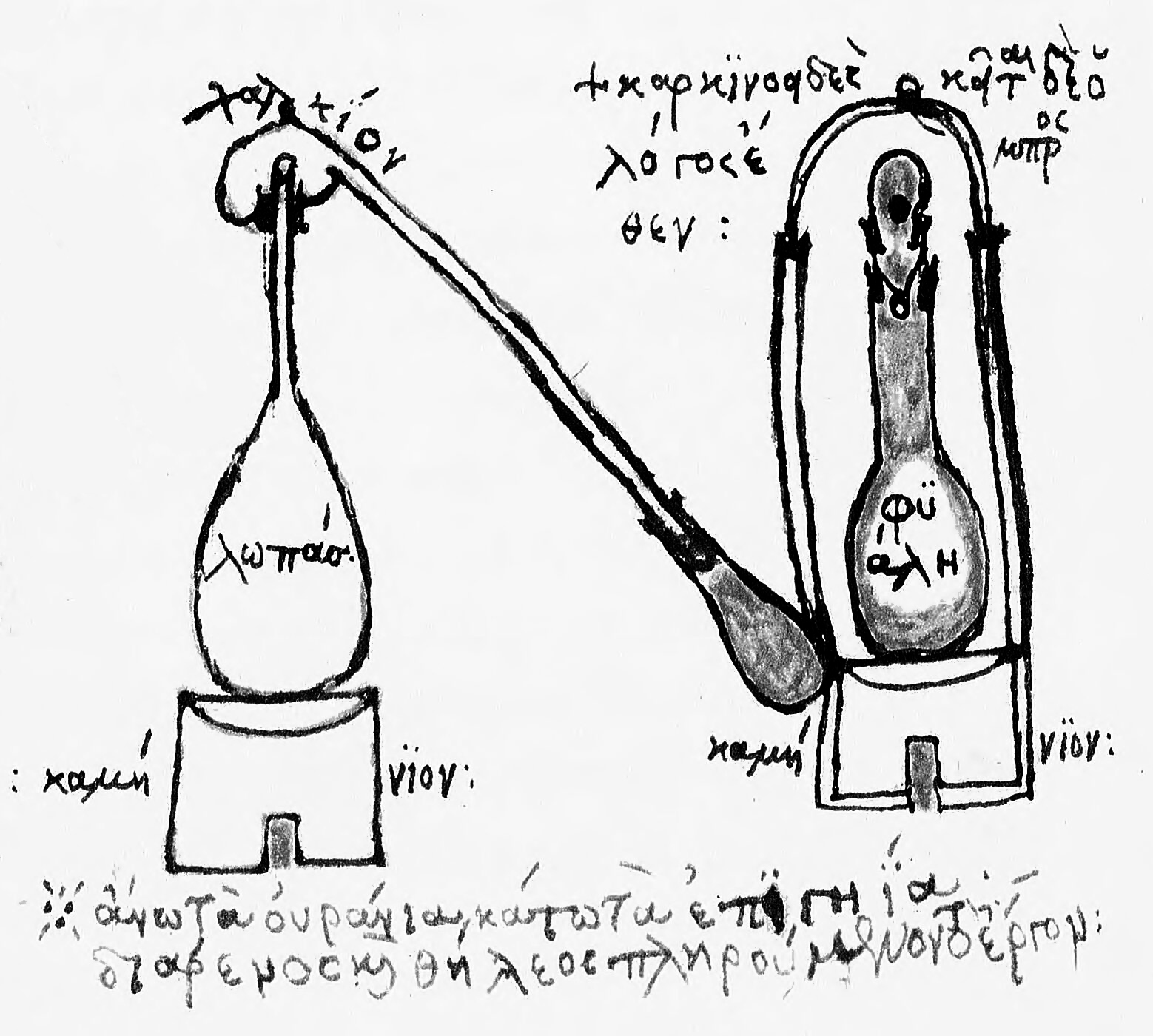
파노폴리스의 조시모스의 알렘빅
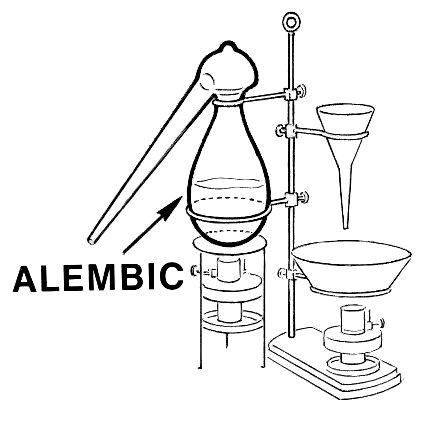
현대 알렘빅
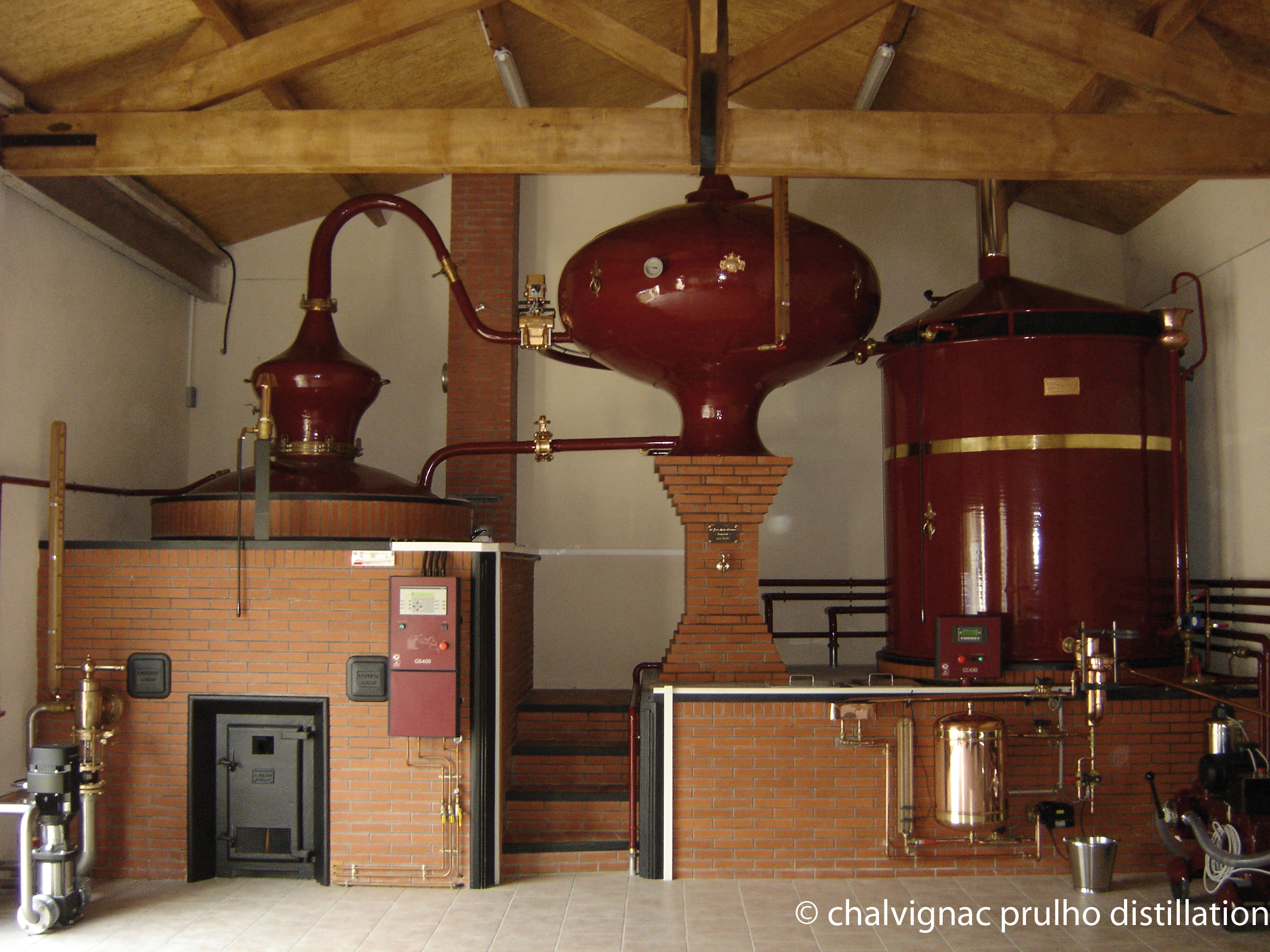
주정을 증류하기 위한 대형 "샤랑테"형 알렘빅
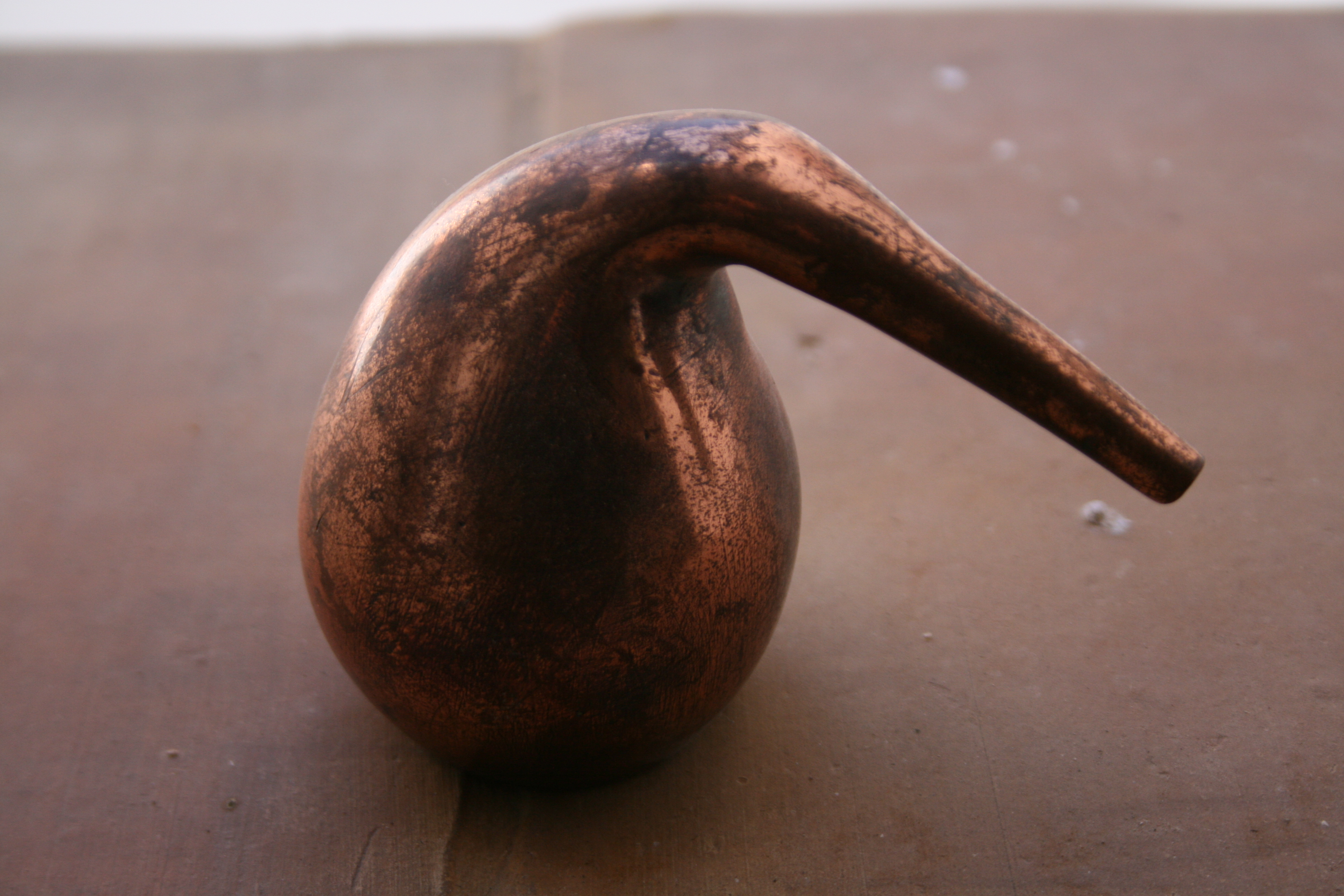
구리 레토르트
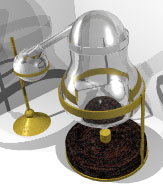
유리 알렘빅
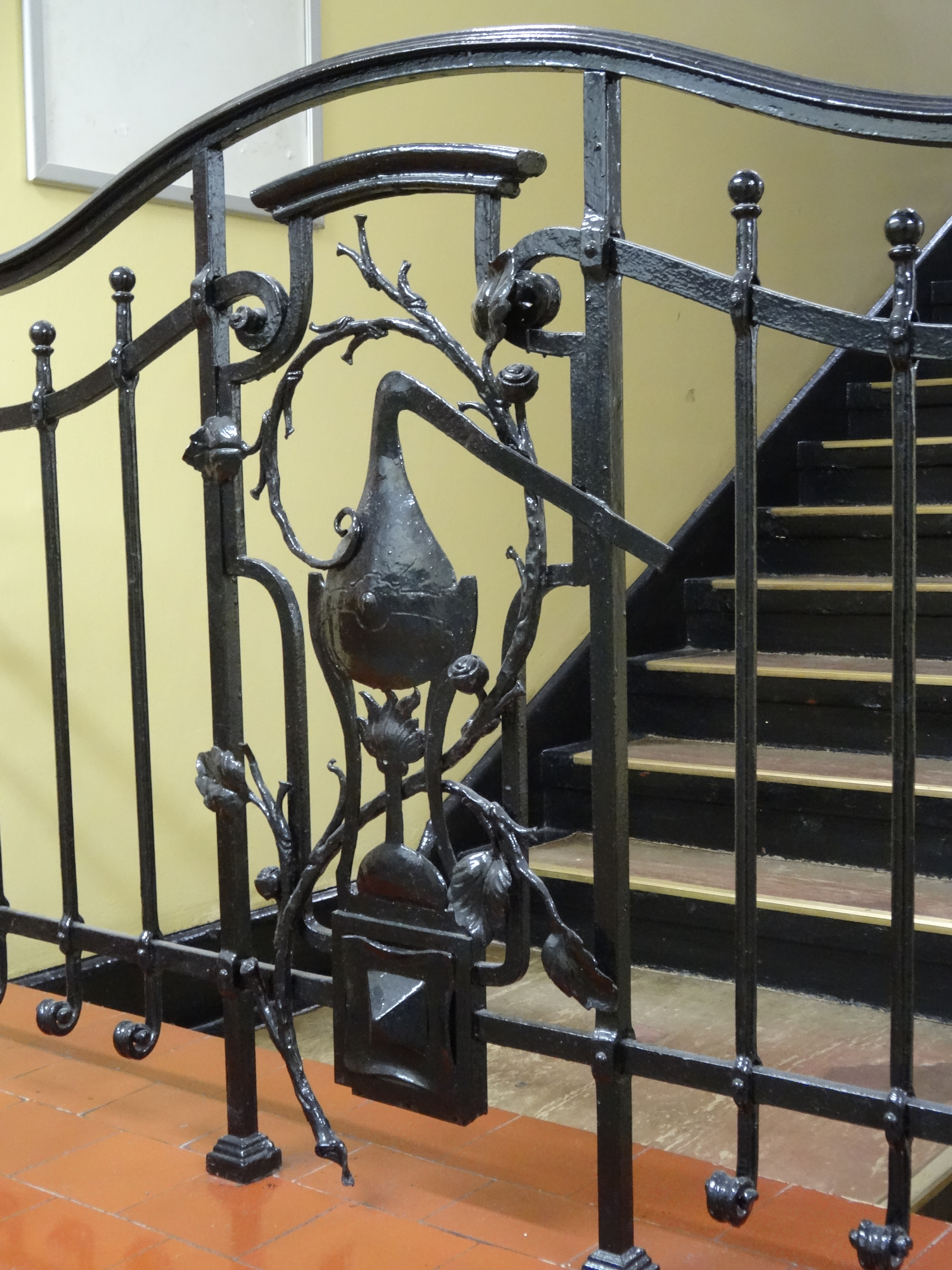
그단스크 공과대학교 화학 학부 계단에 있는 알렘빅 금속 공예, 1904년

## 유니코드
유니코드 문자 집합은 알렘빅에 대한 세 가지 기호를 지정한다. 그림문자 ⚗ (U+2697), 그 이모지 변형 ⚗️ (U+2697U+FE0F), 그리고 고대 연금술 기호 🝪 (U+1F76A)이다.

## 같이 보기
- 알루델